# مارکاتو

مارکاتو

مارکاتو (ایتالیایی: Marcato) به اختصار (Marc) به معنی مشخص و نشان‌دار، یک شیوه در اجرای موسیقی برای نوازندگان و خوانندگان است و نشان می‌دهد که نوازنده یا خواننده باید نت‌ها را شمرده‌تر و بلندتر از حد معمول اجرا کند. در این نوع از اجرا از علامت‌های (∧) و (<) در بالا یا پایینِ نت استفاده می‌شود یا به‌طور کلی از عبارتِ کوتاه (Marc) در یک جملۀ کامل موسیقایی در بالا یا پایینِ میزان نوشته می‌شود. هنگامِ اجرای مارکاتو در کشش نت تغییر آنچنانی صورت نمی‌گیرد اما در موسیقی جاز ممکن است تا دو سومِ طولِ نت کوتاه شود.
اجرای دیگر، مارکاتیسیمو (marcatissimo) است که نشانی است شدیدتر و مشخص‌تر از مارکاتو.